# Mabel Besant-Scott
Mabel Emily Besant-Scott (* 28. August 1870 in Cheltenham, Gloucestershire, England; † 22. Mai 1952) war eine englische Theosophin, Rosenkreuzerin und weiblicher Freimaurer.

## Leben

### Kindheit, Ehe und Kinder
Mabel Besant wurde am 28. August 1870 in Cheltenham als jüngeres von zwei Kindern von Frank und Annie Besant geboren. Der Vater war Geistlicher der Anglikanischen Kirche, die Mutter eine bekannte Frauenrechtlerin und später die zweite Präsidentin der Theosophischen Gesellschaft Adyar (Adyar-TG). Als Mabel während einer schweren Krankheit mit dem Tode rang, suchte ihre Mutter Annie Rat und Trost in theologischen Büchern. Der völlige Misserfolg dieser Bemühungen entfremdete Annies Glauben an die Kirche und sie wandte sich, sehr zum Missfallen ihres Mannes, atheistischen Kreisen zu. Dies führte 1873 zur Trennung der Eltern, Sohn Arthur Digby Besant blieb bei seinem Vater, Mabel lebte bei ihrer Mutter in London.
Mutter Annie engagierte sich in den folgenden Jahren in der Frauenrechtsbewegung und brachte 1877 ihr Werk The Laws of Population heraus, worin sie sich für die Geburtenkontrolle aussprach. Für konservative Kreise der damaligen Zeit ein unakzeptabel unmoralisches Tun und für eine ehrbare Frau als unvereinbar angesehen. Daraufhin erwirkte der Vater, dass Annie das Sorgerecht für Mabel entzogen wurde und sie in seine Obhut kam. Die folgenden Jahre bei ihrem streitsüchtigen Vater traumatisierten Mabel tiefgreifend. Als sie 1888 ihrer Mutter heimliche Besuche abzustatten begann, wurde Mabel von ihrem Vater verstoßen.
Am 7. Mai 1892 heiratete sie in Marylebone den Journalisten Sir Ernest Scott. Aus der Ehe ging Tochter Muriel (1893–1924) hervor. 1892 übersiedelten Besant und ihr Mann nach Melbourne, wo sie 1896 zur Römisch-Katholischen Kirche konvertierte. Die Ehe war ab dieser Zeit von Entfremdung geprägt und bestand nur mehr auf dem Papier, wurde aber erst 1915 formell geschieden. Bereits 1909 kehrte Mabel ohne ihren Mann, jedoch mit ihrer Tochter, wieder nach England zurück.

### Als Theosophin, Freimaurerin und Rosenkreuzerin
Vor 1892 folgte sie dem Beispiel ihrer Mutter Annie und trat der Theosophischen Gesellschaft bei. Nach deren Spaltung 1895 infolge der Judge Case folgte sie der Adyar-TG.
Mabel Besant war wie ihre Mutter Annie Mitglied im Le Droit Humain, beide hatten den 33. und damit höchsten Grad inne. Annie war Groß-Sekretärin der britischen Jurisdiktion dieser Co-Freimaurerorganisation. Als Annie 1933 starb, übertrug sie ihrer Tochter Mabel diese Funktion. Annie berief sich dabei auf die, angeblich in der Regel 45 festgelegte, Souveränität der britischen Jurisdiktion gegenüber dem Supreme Grand Council in Paris. Letzterer protestierte heftig gegen eine solche Auslegung der Regeln, nach einigen Streitereien resignierte Mabel 1934 und verließ mit einer Reihe von weiteren Mitgliedern den Le Droit Humain.
Nach ihrem Austritt wandte sich Mabel der von George Alexander Sullivan gegründeten Rosicrucian Order Crotona Fellowship (oder Corona Fellowship of Rosicrucians) zu.
Gemeinsam mit Sullivan rief sie 1938 das Rosicrucian theatre in Christchurch ins Leben.